# Wolin (stad)
Wolin (Duits: Wollin) is een stad in het Poolse woiwodschap West-Pommeren, gelegen in de powiat Kamieński. De oppervlakte bedraagt 14,41 km², het inwonertal 4.888 (2005).
De stad ligt op het gelijknamige eiland Wolin en is de belangrijkste stad van de gemeente Wolin.

## Geschiedenis
In de 9de eeuw werd Wolin een van de belangrijkste handelsnederzettingen aan de Oostzee. In het verkeer van Scandinavië met het midden en zuiden van Europa, en tussen het toenmalige Saksenland en Rusland kreeg Wolin een centrale positie als stapelplaats en ambachtelijk centrum voor ijzer-, brons-, hout- en glasbewerking, waar ook textiel werd geproduceerd en verhandeld evenals barnsteen. Naast de Slavische Pommeranen woonden ook Saksen en Denen (Vikingen) in de stad en de laatsten noemden haar Jumne, in de Duitse literatuur komt die naam als Jomburg voor. Het Slaven- en Vikingcentrum Wolin Jomsborg Vineta belicht deze vikingperiode. Het rondom een burcht zeer uitgebreide nederzettingencomplex (ca. 10 tot 20 km in omvang) telde 10.000 inwoners. Rond 950 liet de Poolse koning aanspraken gelden op de stad, maar zonder blijvend gevolg. Integendeel, de Denen trokken een eeuw later de heerschappij aan zich. In 1140 werd Wolin, nadat de hertogen van Pommeren zich in 1128 met de adel hadden bekeerd tot het christendom, de zetel van een bisschop. Na verwoesting door de Denen in 1173-'84 verloor de stad veel van haar belang. In de komende eeuw zou zij definitief overvleugeld worden door Stettin, waar door de hertog uitgenodigde koop- en ambachtslieden uit het Duitse Rijk rondom de hertogelijke residentie een moderne stad inrichtten. De Slavische bevolking van het gehele gebied aan de monding van de Oder (Odra) ging op in de Duitse kolonistenstroom die zich in de decennia na ca. 1230 over Pommeren uitbreidde (zie Oostkolonisatie).
In 1679, na het uitsterven van het hertogengeslacht, werd het oostelijke deel van Pommeren (Achter-Pommeren) bij Brandenburg-Pruisen gevoegd en als kleine provinciestad bleef Wollin tot 1870 in het Pruisische    en daarna in het Duitse staatsverband. Wollin werd het centrum van een reeks Oostzee-badplaatsen waar vooral Berlijners gebruik van gingen maken. In 1945 werd oostelijk Pommeren door Polen geannexeerd en de bevolking naar het westen gedeporteerd en vervangen door Polen uit het oosten (zie Verdrijving van Duitsers na de Tweede Wereldoorlog).
Johannes Bugenhagen (1485-1558), vriend van Martin Luther, werd in Wollin geboren. Hij werd de reformator van de kerk in Pommeren en vertaalde in 1533 de Bijbel in de oostelijke variant van het Nederduits, later Plattdeutsch geheten.

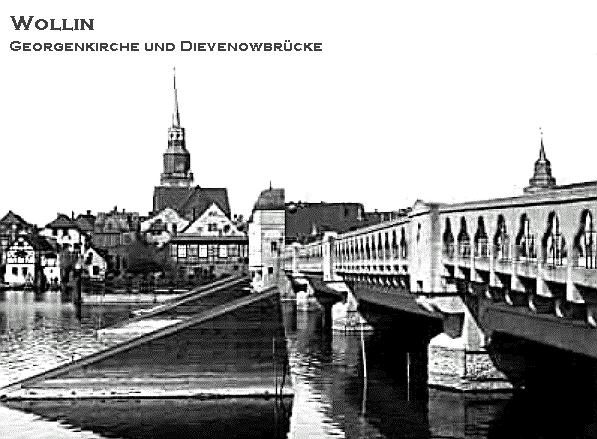
Wolin